# Elisabetta Benato-Beltrami
Elisabetta Benato-Beltrami (Pádua, 1813 - 1888) foi uma pintora e escultora italiana do século XIX. 

## Biografia
Nascida em uma família de classe média, em anos de séria crise econômica, devido à alternância dos domínios austríaco e francês, às constantes guerras e à forte carga tributária que trouxera suas atividades comerciais e manufatureiras, ela demonstrou forte preferência pelo desenho, fazendo cópias muito apreciadas por artistas famosos. Seu talento, que se mostrou cedo, foi desenvolvido por um pintor desconhecido chamado Soldan, e mais tarde na Accademia di Belle Arti di Venezia. Ela fez cópias de Guido, Sassoferrato e Veronese, o grupo de Laokoon e o Hércules de Canova, e executou um baixo-relevo muito admirado chamado "Amor e inocência". Entre suas pinturas originais estão um "Atala e Chactas", "Primeiro Encontro de Petrarca com Laura", uma "Descida da Cruz" para a igreja em Tribano, uma "São Sebastião", "Melancolia", uma "São Ciro, "e muitas Madonas. 
Ele pôde participar, graças a uma assinatura de alguns cidadãos de Paduan, da Academia de Belas Artes de Veneza, onde seguiu os cursos de escultura de Luigi Zandomeneghi e pintura de Lipparini e Politi. Na época, era muito difícil, se não impossível, que as mulheres entrassem em instituições públicas onde pudessem aprofundar sua preparação artística; de fato, na decisão de aceitação da Academia, foi especificado que era uma exceção, que não deveria ser tomada como exemplo. Ela se distinguiu imediatamente por suas habilidades, revelando sua personalidade muito precisa pela suavidade do design e pela delicadeza das cores. Em 26 de novembro de 1840, casou-se com Luigi Beltrami, filho de Giovanni Beltrami, um artista conhecido, especializado na produção de camafeus e pedras duras. Com o marido, ela passou um curto período em Cremona, onde pôde assistir a artistas como Giovanni Carnovali, conhecido como Piccio. Em 1843 ele voltou para Pádua. 
Apesar de ter terminado seus estudos acadêmicos, ela não conseguiu usar o título para ensinar como mulher, mas dedicou-se a aulas particulares no Instituto das Damas do Sagrado Coração. Viúva em 1854, levou uma vida discreta para longe do mundanismo, mas era uma pintora conhecida e apreciada por seus contemporâneos.
Suas pinturas são nobres na concepção e firmes na execução. Ela exibiu em Milão em 1847.

## Trabalho
- 'Alma subindo para o céu, L' Assunta e Melancholy remontam aos últimos anos de seus estudos. Seu gênero favorito era o retrato, conduzido com extrema atenção aos detalhes e sutil introspecção psicológica.

- O auto-retrato com o namorado Luigi Beltrami é mantido no Museu Cívico de Pádua. Outras obras dele são preservadas no mesmo museu, incluindo O retrato de uma menina, feito após a morte de seu marido. Ele também pintou um retrato do nobre Roger Manna, um distinto mestre da música.

- Além dos retratos, ele também obteve comissões de um determinado compromisso pelos retábulos. Para a paróquia de Tribano, ele construiu uma Deposição em 1847 e para a igreja de San Siro di Bagnoli, ele executou uma Santíssima Virgem com Menino e Santos em 1850. No último trabalho, a remuneração foi paga ao marido, de acordo com o costume de os maridos administrarem os bens das esposas. Após a década de 1950, ele também se dedicou à criação de miniaturas de marfim.

- Ele também realizou uma reunião entre Petrarch e Laura, um São Sebastião. O Retrato de Francesco Marzolo, um pequeno trabalho, executado com a técnica pastel, talvez tenha sido seu último trabalho.